# Transatlantika
Transatlantika je knižní edice nakladatelství Garamond. V jednotné grafické úpravě vydává současnou španělskou, portugalskou a latinskoamerickou literaturu.

## Seznam knih a překladatelů
- Roberto Bolaño: Chilské nokturno (2005, Daniel Nemrava) ISBN 80-86955-04-4
- Carlos Fuentes: Starý gringo (2005, Vladimír Medek) ISBN 80-86379-92-2
- Reinaldo Arenas: Vrátný (2006, Anežka Charvátová) ISBN 80-86955-51-6
- Enrique Vila-Matas: Bartleby a spol. (2006, Lada Hazajová) ISBN 80-86955-48-6
- Miguel Sousa Tavares: Rovník (2006, Lada Weissová) ISBN 80-86955-30-3
- Julio Cortázar: Výherci (2007, Blanka Stárková) ISBN 978-80-86955-59-9
- Lucía Etxebarria: Láska, zvědavost, prozac a pochybnosti (2007, Hana Kloubová) ISBN 978-80-86955-71-1
- Mario Vargas Llosa: Zlobivá holka (2007, Vladimír Medek) ISBN 978-80-86955-91-9
- Pablo Tusset: Nejlepší loupákův zážitek (2007, Ondřej Nekola) ISBN 978-80-86955-95-7
- Antonio Muñoz Molina: Za úplňku (2008, Vladimír Medek) ISBN 978-80-7407-017-4
- Francisco José Viegas: Muž bez minulosti (2009, Lada Weissová) ISBN 978-80-7407-037-2
- Pedro Juan Gutiérrez: Král Havany (2009, Anamarie Wachtlová) ISBN 978-80-7407-050-1
- Lorenzo Silva: Bolševikova slabina (2009, Eva Blinková Pelánová) ISBN 978-80-7407-054-9
- Eduardo Mendoza: Podivuhodná cesta Pomponia Flata (2009, Jana Novotná) ISBN 978-80-7407-068-6
- Luis Sepúlveda: Stín někdejšího času (2010, Jana Novotná) ISBN 978-80-7407-089-1